# Berdien Nieuwenhuizen
Berdien Christina Nieuwenhuizen (Alkmaar, 18 oktober 1962) is een Nederlandse beeldend kunstenares.

## Biografie
Van 1982 tot 1987 studeerde ze industriële vormgeving aan de Gerrit Rietveld Academie in Amsterdam. Na een dienstverband bij het vormgeversbureau BRS Premsela Vonk opende ze in 1991 haar eigen atelier. Van 2008 tot 2010 verdiepte ze zich aan de Hogeschool voor de Kunsten Utrecht ook in kunstpedagogiek.
Het bredere publiek leerde de kunstenares en haar werk voor het eerst in 2002 kennen, toen Berdien Nieuwenhuizen met The Fragile Basics in het kader van de Holland Papier Biënnale een kunstinstallatie exposeerde die uit jurken van verschillende papiersoorten bestond. Kenmerkend voor het werk van Berdien Nieuwenhuizen zijn de florale motieven en haar materiaalkeuze, vaak papier of textiel, waardoor op natuurlijke vergankelijkheid gewezen zou worden. 
Naast haar werk als kunstenares is Nieuwenhuizen regelmatig als kunstdocent werkzaam aan verschillende instituten, zoals de Amsterdamse Hermitage.

## Exposities (selectie)
Behalve op de 4de Holland Papier Biënnale in Rijswijk, en andere, vooral regionale exposities, was het werk van Nieuwenhuizen te zien:
- 2013 Popierukas, Kauno Fotografijos Galerie, Kaunas, Litouwen
- 2011 Paper Works, Galerie The Civic, Barnsley, Verenigd Koninkrijk
- 2010 Heinzensommer, St. Antönien, Zwitserland
- 2010 Paper Works, The Devon Guild of Craftsmen, Devon, Verenigd Koninkrijk
- 2008 Triennale Internationale Du Papier, Musée Charmey, Zwitserland
- 2008 Textilmuseum Ausstellung, St. Gallen, Zwitserland
- 2007 Duo-tentoonstelling met Hetty Heyster, Zaal Achter de Zuilen, Overveen, Nederland
- 2007 Tentoonstelling in het Museum voor Decoratieve Kunst, Riga, Letland
- 2007 Tentoonstelling in Jean Lurçat Museum et de la tapisserie contemporaine, Angers, Frankrijk
- 2007 Tentoonstelling in Kurpfälzischen Museum der Stadt Heidelberg, Duitsland
- 2006 Tentoonstelling in Thurn en Taxis, Brussel, België
- 2006 Deelname aan de 12e Biennale Internationale de la Dentelle (Kantbiennale)
- 2004 La via della carta (Papierstraat), SMS Santa Maria della Scala, Siena, Italië